# Wildness
Albums de Snow Patrol
Fallen Empires
(2011) The Forest Is the Path
(2024)
Wildness est le septième album studio de la formation musicale Snow Patrol, sorti en 2018. Le premier single extrait de cet album est Don't Give In le 21 mars 2018. Il est suivi avant la sortie de l'album des titres Life on Earth, What If This Is All the Love You Ever Get? et Empress.

## Pistes de l'album
| No  | Titre                                      | Durée |
| --- | ------------------------------------------ | ----- |
| 1.  | Life on Earth                              | 5:22  |
| 2.  | Don't Give In                              | 3:59  |
| 3.  | Heal Me                                    | 4:01  |
| 4.  | Empress                                    | 4:29  |
| 5.  | A Dark Switch                              | 4:18  |
| 6.  | What If This Is All the Love You Ever Get? | 3:49  |
| 7.  | A Youth Written in Fire                    | 4:08  |
| 8.  | Soon                                       | 4:20  |
| 9.  | Wild Horses                                | 4:38  |
| 10. | Life and Death                             | 5:35  |

## Accueil critique
L'album obtient un score de 67/100, sur la base de 6 critiques collectées, sur le site Metacritic.